# St. Erhard (Sugenheim)

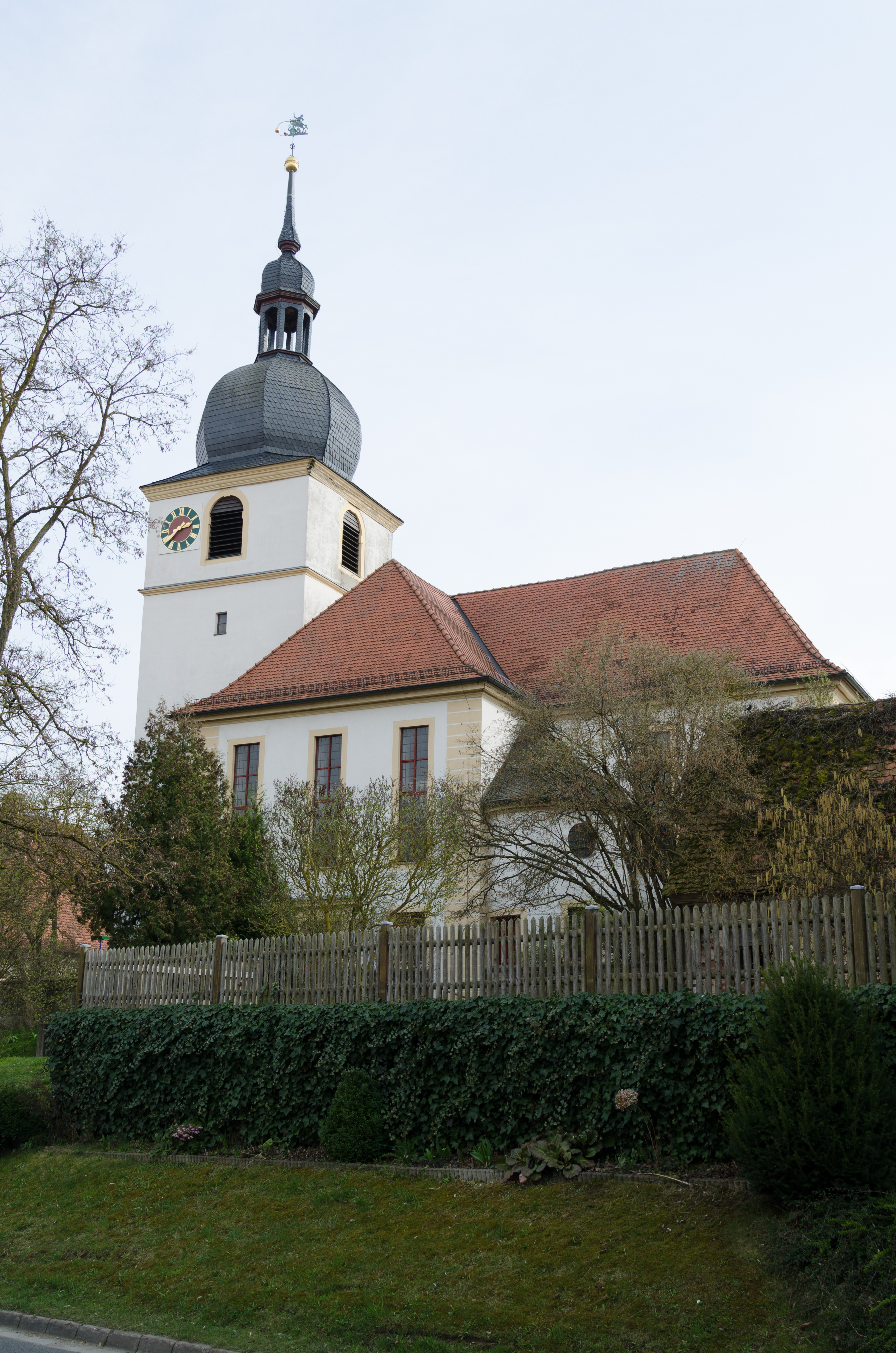
St. Erhard (Sugenheim)

St. Erhard ist eine denkmalgeschützte, evangelisch-lutherische Pfarrkirche in Sugenheim, einem Markt im Landkreis Neustadt an der Aisch-Bad Windsheim (Mittelfranken, Bayern). Die Kirche ist unter der Denkmalnummer D-5-75-165-19 als Baudenkmal in der Bayerischen Denkmalliste eingetragen. Die Kirchengemeinde gehört zur Pfarrei Ehegrund im Dekanat Markt Einersheim im Kirchenkreis Ansbach-Würzburg der Evangelisch-Lutherischen Kirche in Bayern.

## Beschreibung
Der Chorturm stammt im Kern aus dem 14. Jahrhundert. Er wurde in den Jahren 1769 bis 1773 von drei auf vier Geschosse aufgestockt und mit einer achtseitigen, schiefergedeckten Welschen Haube bedeckt. Im obersten Geschoss hingen  ursprünglich drei Glocken, von denen zwei im Zweiten Weltkrieg abgeliefert werden mussten, und die Turmuhr, deren Aufziehen Ende 2002 eingestellt wurde. Das Langhaus und das Querschiff im Westen des Chorturms wurden 1765/66 im Markgrafenstil errichtet, wodurch eine Kreuzkirche entstand. Der Innenraum hat umlaufende, doppelstöckige Emporen und im Chor, d. h. im Erdgeschoss des Chorturms, eine über dem Kanzelaltar angeordnete Orgel mit 10 Registern, einem Manual und Pedal, die 1766 von Johann Christoph Bodechtel gebaut wurde.